# Joanna Neybaur

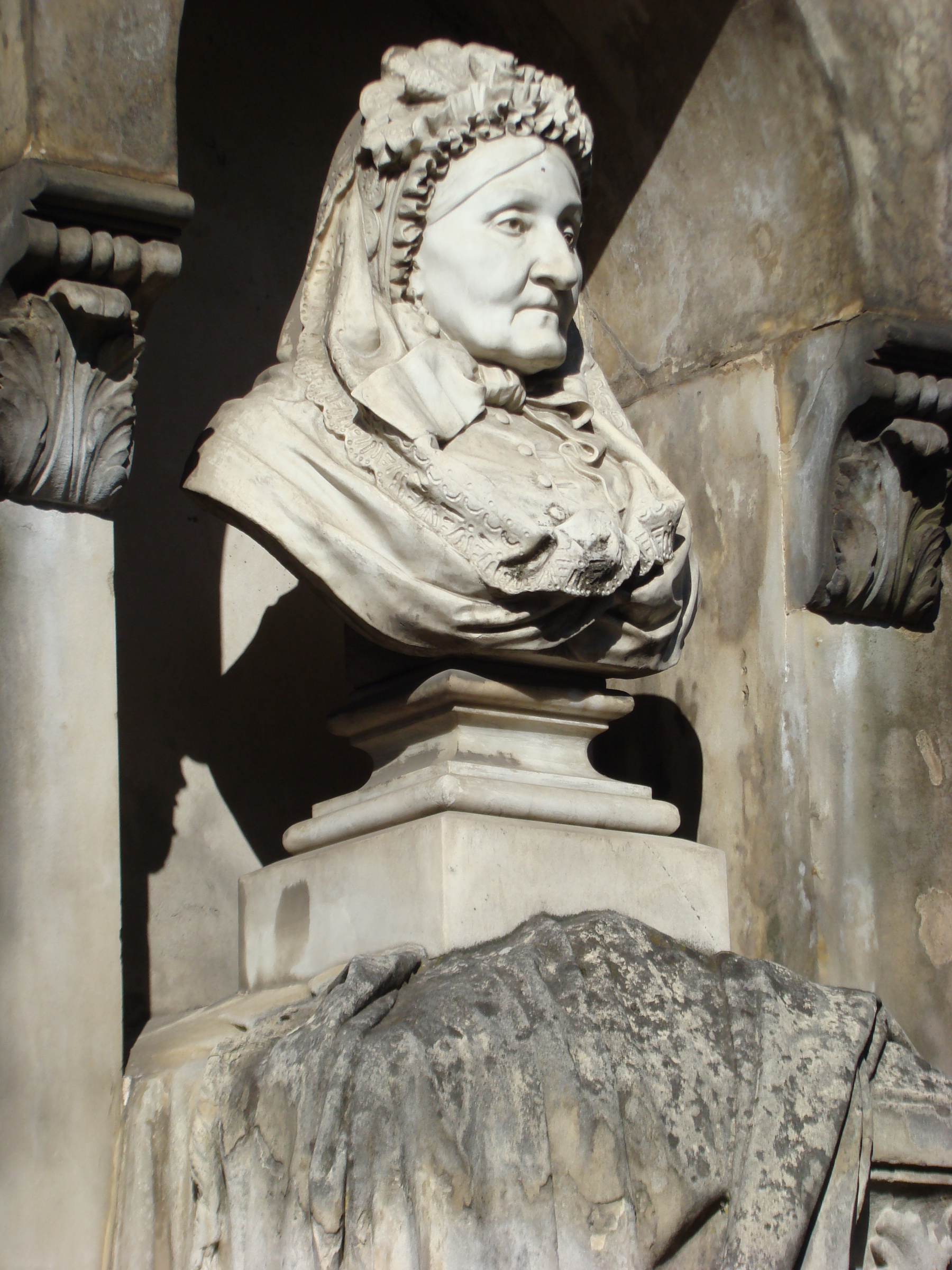
Popiersie Joanny Neybaur autorstwa Bolesława Syrewicza na cmentarzu ewangelicko-augsburskim w Warszawie, 1887

Joanna Neybaur (ur. 1802, zm. 1 lipca 1885 w Warszawie) – warszawska działaczka filantropijna. Córka pochodzącego ze Śląska Cieszyńskiego warszawskiego piwowara Jana Bogumiła Kazimirusa (1774-1816), poślubiła jubilera Stefana Neybaura (1788-1864). Wraz z mężem zajmowała się działalnością dobroczynną, szczególnie opieką nad warszawskimi sierocińcami. Była zwana "matką sierot". 
Została pochowana na cmentarzu ewangelicko-augsburskim w Warszawie (al. 2. nr 22). 